# Chlorodynerus gratus
Chlorodynerus gratus är en stekelart som först beskrevs av Kostylev 1940.  Chlorodynerus gratus ingår i släktet Chlorodynerus och familjen Eumenidae. Inga underarter finns listade i Catalogue of Life.